# SOR BN 8,5
SOR BN 8,5 je model českého, částečně nízkopodlažního midibusu z produkce firmy SOR Libchavy. Vůz je určen pro městskou dopravu a nasazován na linky, kde postačí vozidla s menší kapacitou, tam, kde kvůli stísněným poměrům na komunikaci jsou malá vozidla vhodná a na obslužné linky ke zdravotnickým a sociálním zařízením a úřadům. Výroba probíhala v letech 2010 až 2022.

## Popis
Model BN 8,5 je obdobou modelu SOR CN 8,5, od nějž se liší automatickou převodovkou a městským typem sedadel. Vozidla dodaná pro MHD Chrudim (VT Východní Čechy) a pro MHD ve Frýdku-Místku (ČSAD Frýdek-Místek) však mají mechanickou šestistupňovou převodovku.
Má automatické blokování rozjezdu před uzavřením dveří nebo není-li zasunuta plošina pro nájezd invalidního vozíku. Kabina řidiče je uzamykatelná a je vybavena moderním informačním a komunikačním systémem.
Karosérie a prostorové řešení jsou v podstatě shodné s variantou CN. Vůz je dvoudveřový, přední dveře jsou jednokřídlé, druhé, jež se nacházejí uprostřed bočnice, jsou dvoukřídlé. Přední část vozidla až ke druhým dveřím je nízkopodlažní s výškou podlahy 360 mm nad povrchem vozovky. Zadní část tohoto low entry autobusu má podlahu ve standardní výšce 800 mm nad vozovkou a je přístupná po dvou schůdcích v interiéru vozu.
Vozidlo je vybaveno naftovým přeplňovaným čtyřválcovým motorem Cummins ISBe 4,5l E5, EEV, (objem 4,5 litru) s mezichlazením plnicího vzduchu. Maximální rychlost je, stejně jako u varianty CN, 100 km/h.

## Výroba a provoz

### Dodávka pro Dopravní podnik hl. m. Prahy
Jedna z prvních zmínek o autobusu SOR BN 8,5 se objevila v dubnu 2010, kdy garáž Hostivař provozovala jeden kus zapůjčený od výrobce SOR.
Do prosince 2010 vlastnil Dopravní podnik hl. m. Prahy a. s. v kategorii malých autobusů jen 6 midibusů Ikarus E91. 14. června 2010 schválilo představenstvo DP hl. m. Prahy, že vyhlásí výběrové řízení na nákup 20 midibusů, z toho 5 na elektrický pohon a 15 na dieselový pohon, v celkové ceně asi 100 milionů Kč, a to kvůli vyšší poptávce městských částí a ROPIDu po midibusových linkách. Výběrové řízení bylo vyhlášeno 14. září 2010, nabídky měly být otevírány 3. listopadu 2010 a dodací lhůta byla stanovena na 30. listopadu 2010. Výsledek výběrového řízení představenstvo DPP vzalo na vědomí 29. listopadu 2010 a tentýž den schválilo uzavření smlouvy na nákup 15 autobusů za 65,85 milionu Kč (bez DPH) (tj. 4,39 milionu Kč za jeden autobus). Ve zprávě ČTK o uzavření smlouvy na 15 vozů s firmou SOR Libchavy se neobjevilo přesné označení typu.
O dodání prvních 7 vozidel informoval Dopravní podnik hl. m. Prahy a. s. 10. prosince 2010, dva dny před plánovaným nasazením vozů do provozu, nezvykle rychle (necelé tři měsíce) po vypsání veřejné zakázky, a to přesto, že v té době ještě tento typ ani nebyl uváděn v nabídce na webu výrobce. Přestože ROPID 1. října 2010 oznámil, že nová vozidla PID budou v rámci sjednocování podmínek a standardů pro všechny dopravce v jednotném červeno-modro-bílém nátěru, a jiní dopravci mezitím již několik vozidel s novým nátěrem uvedli do provozu, tato série SOR BN 8,5 má červenobílý nátěr odvozený z dosavadních barev autobusů DPP. Vozy byly přiděleny do garáží Řepy a Klíčov, v první fázi měly být nasazeny od 12. prosince 2010 na linky 151 (Českomoravská – Poliklinika Prosek), 216 (Hradčanská – Nové Vokovice) a novou noční linku 514 (Sídliště Ďáblice – Ďáblice). Podle téže tiskové zprávy DPP z 10. prosince 2010 je možné i nasazení na midibusovou linku 236 Zámky – Podhoří, kde jezdí midibusy Ikarus E91 (možnost nasazení SOR BN 8,5 na minibusové linky 128 a 291 nebyla v této tiskové zprávě zmíněna). Fanouškovský Web o pražské MHD oznámil k 12. prosinci 2010 nasazení SOR BN 8,5 kromě linek 151 a 216 i na linkách 236, 245 a 256.
Od 12. prosince 2010 však byly nasazeny z denních linek pouze na linku 236, na linku 216 až od středy 15. prosince 2010 (a to ještě zprvu jen dva vozy v pracovní dny) a na linku 151 až od čtvrtka 16. prosince 2010 (pouze v pracovní dny a oproti původnímu záměru jen tři vozy ze čtyř, neboť nasazení nízkokapacitního autobusu na jedno čtyř pořadí této linky se ukázalo jako nevhodné z důvodu vysoké poptávky v období návozu školních dětí).[zdroj?] V druhé polovině prosince 2010 začaly být vozy SOR BN 8,5 nasazovány o víkendu rovněž na linku 257 (Zličín - Sobín).[zdroj?] Vůz SOR BN 8,5 zajišťující provoz noční linky 514 začíná na lince 151 a kolem půlnoci má ještě krátce výkon na lince 103 (Ládví - Březiněves).[zdroj?]
Prvních 6 vozidel dodaných na začátku prosince 2010 pro garáže Klíčov mělo evidenční čísla 3137 až 3142, garáže Řepy obdržely v první polovině prosince 2010 vozy s evidenčními čísly 3145 až 3147 a ve druhé polovině prosince 2010 vozy s evidenčními čísly 3148 až 3151, V průběhu února 2011 mají být minibusy blíže neurčeného typu nově nasazovány také celotýdenně na linku 101 (Nádraží Hostivař – Tolstého) a v sobotu a neděli na linky 104 (Na Knížecí – Slivenecká), 120 (Klukovice – Na Knížecí) a 265 (Lipany – Nádraží Hostivař).
Autobusy tohoto typu byly také nasazeny celotýdenně na linku 130 (Na Knížecí - Sídliště Stodůlky), avšak od čtvrtka 17. února 2011 z ní byly v pracovní dny staženy vzhledem k nesouhlasu městské části s jejich nasazováním na tuto linku (konečná Sídliště Stodůlky se nachází v blízkosti polikliniky Stodůlky).[zdroj?] Po skončení rekonstrukce ulice V Podbabě, při níž linka 116 zajišťuje také dopravní obsluhu Lysolaj, tj. od 1. března 2011 budou tyto vozy staženy z linky 256 a nasazeny na linku 116 (Dejvická - Nebušice) s přejezdem jednoho vozu v pracovní dny dopoledne na lince 160 (Dejvická - Lysolaje).[zdroj?]
V prosinci 2012 byly vozy přečíslovány na evidenční čísla 2011 až 2030 a v březnu 2016 byl do garáží Řepy dodán vůz s evidenčním číslem 2071.

### Jiné dodávky
Tento typ autobusu byl zmíněn i v souvislosti s městskou autobusovou dopravou v Roudnici nad Labem, kterou má od 1. ledna 2011 převzít Veolia Transport Praha s. r. o.
V srpnu 2011 byl jeden kus dodán pro MHD Chrudim, kterou provozuje Veolia Transport Východní Čechy.
Na konci roku 2011 si jeden kus (registrační značka 7T3 2038) pořídila ČSAD Frýdek-Místek pro MHD ve Frýdku-Místku, kde jezdí především na lince 4, dopoledne a večer též na lince 8, v sobotu a v neděli na linkách 1, 2 a 8. V roce 2012 chce táž společnosti koupit ještě jeden kus, a to pro MHD v Hranicích.

## Galerie

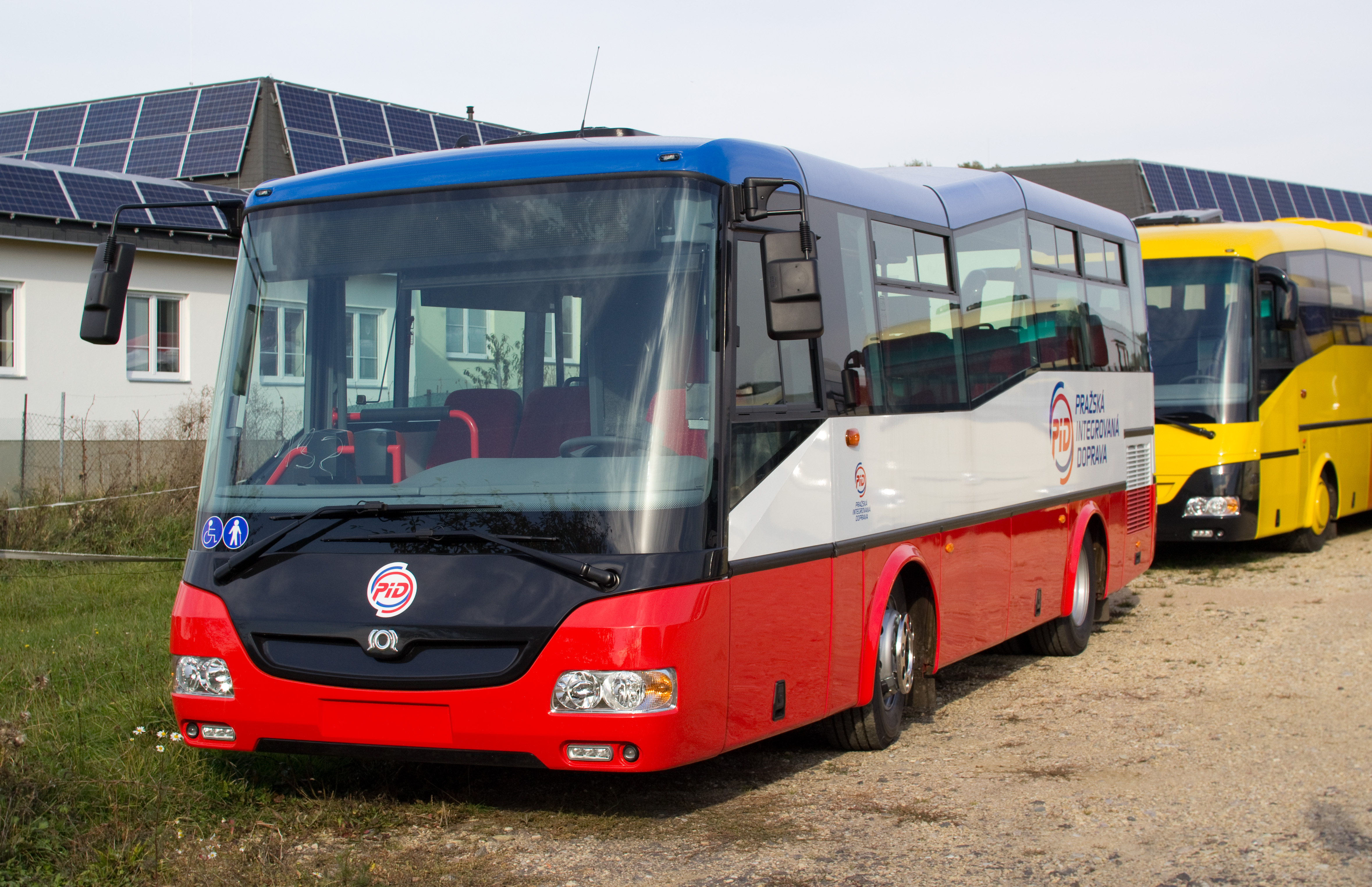
SOR BN 8,5 v nátěru Pražské integrované dopravy
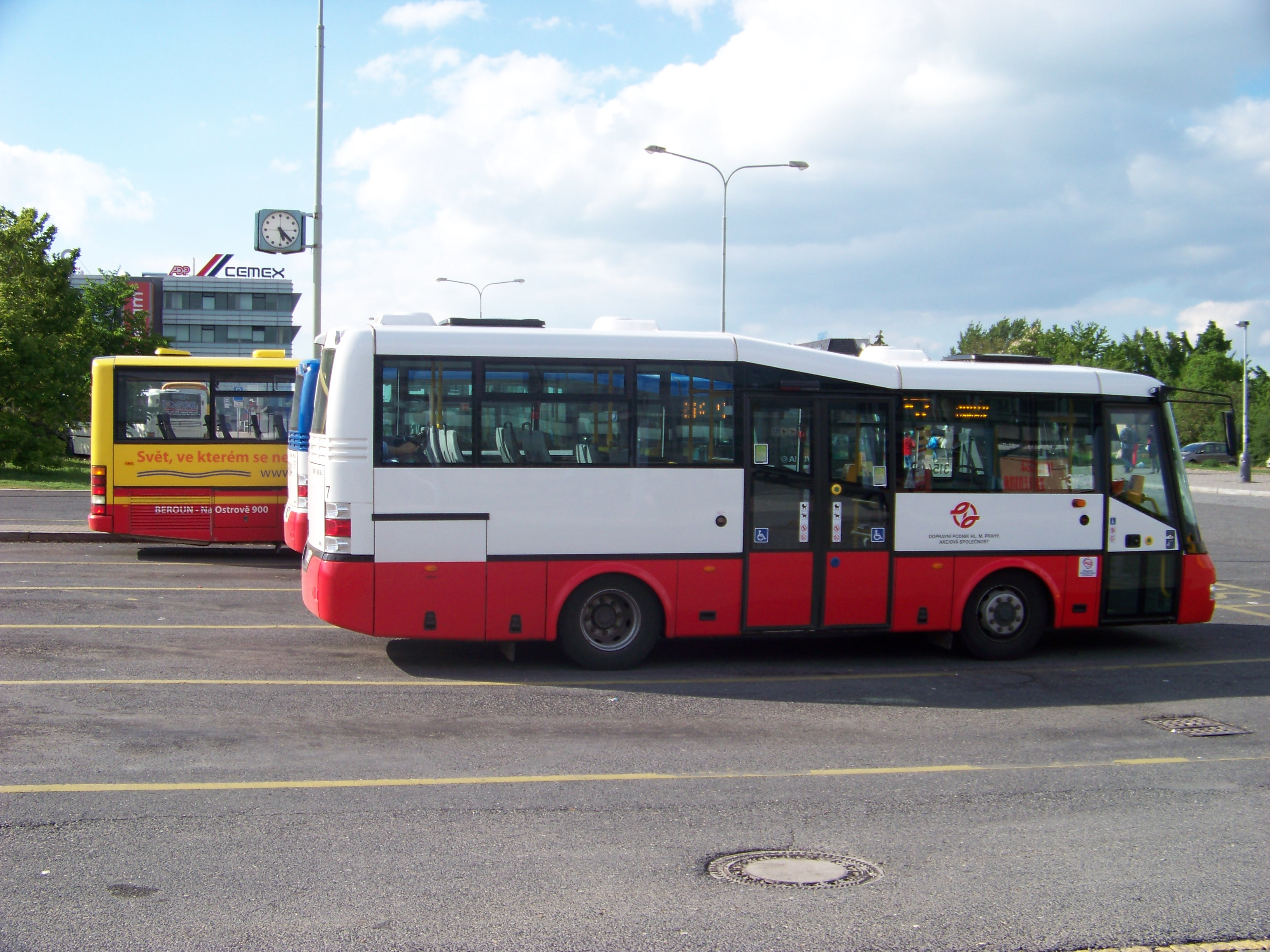
SOR BN 8,5 dopravce Dopravní podnik hl.m. Prahy
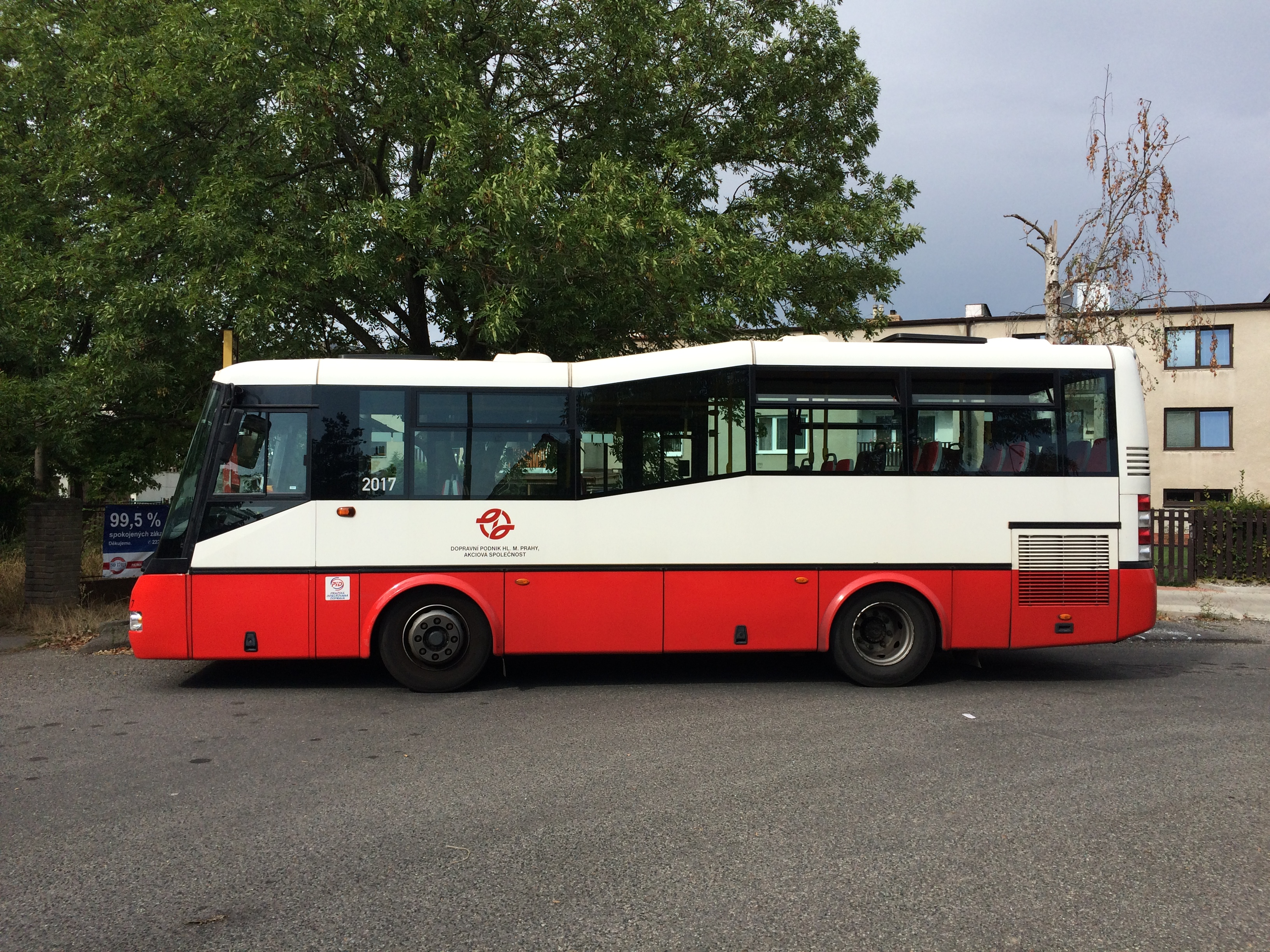
SOR BN 8,5 dopravce Dopravní podnik hl.m. Prahy v Sobíně
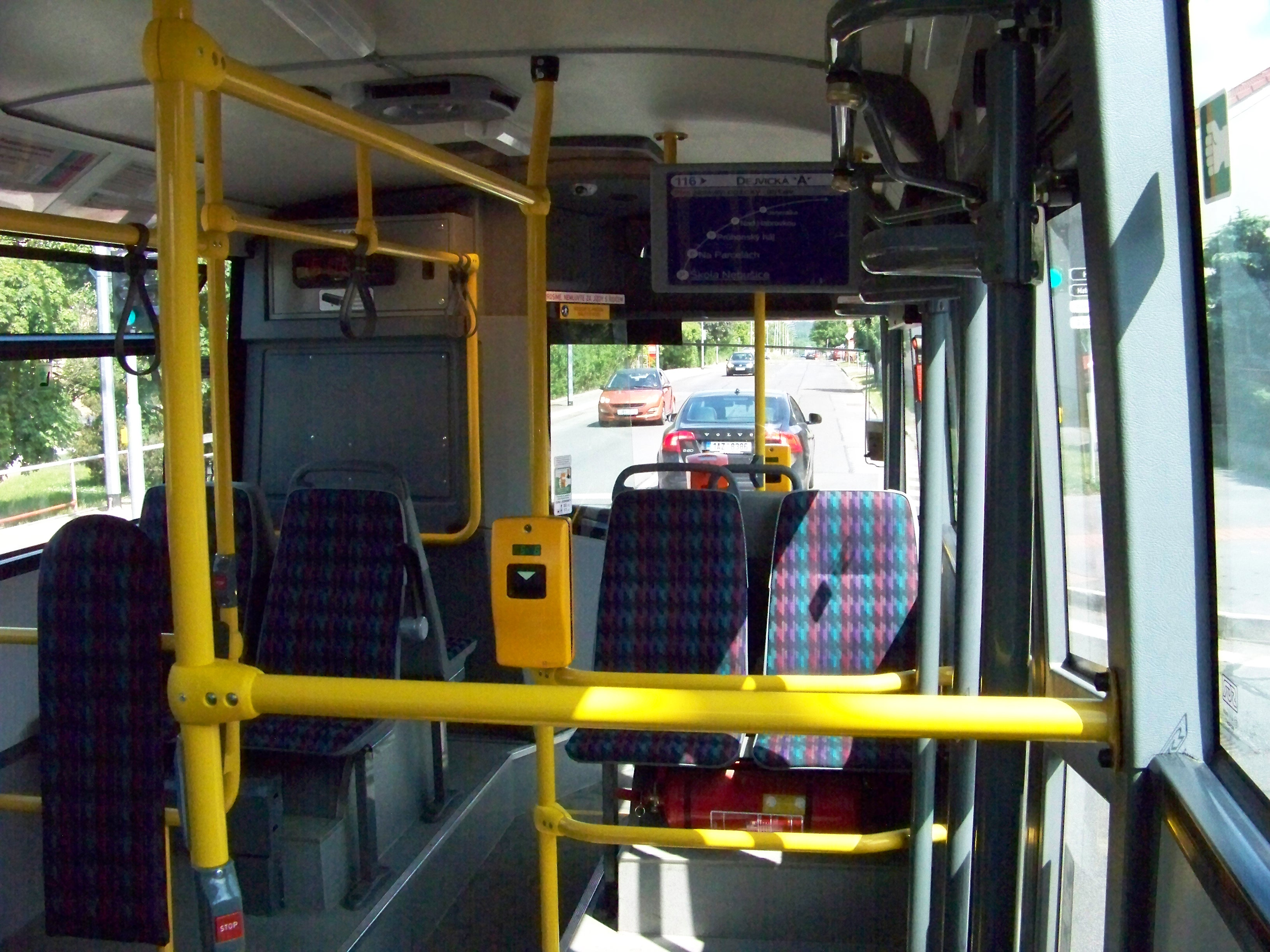
Interiér
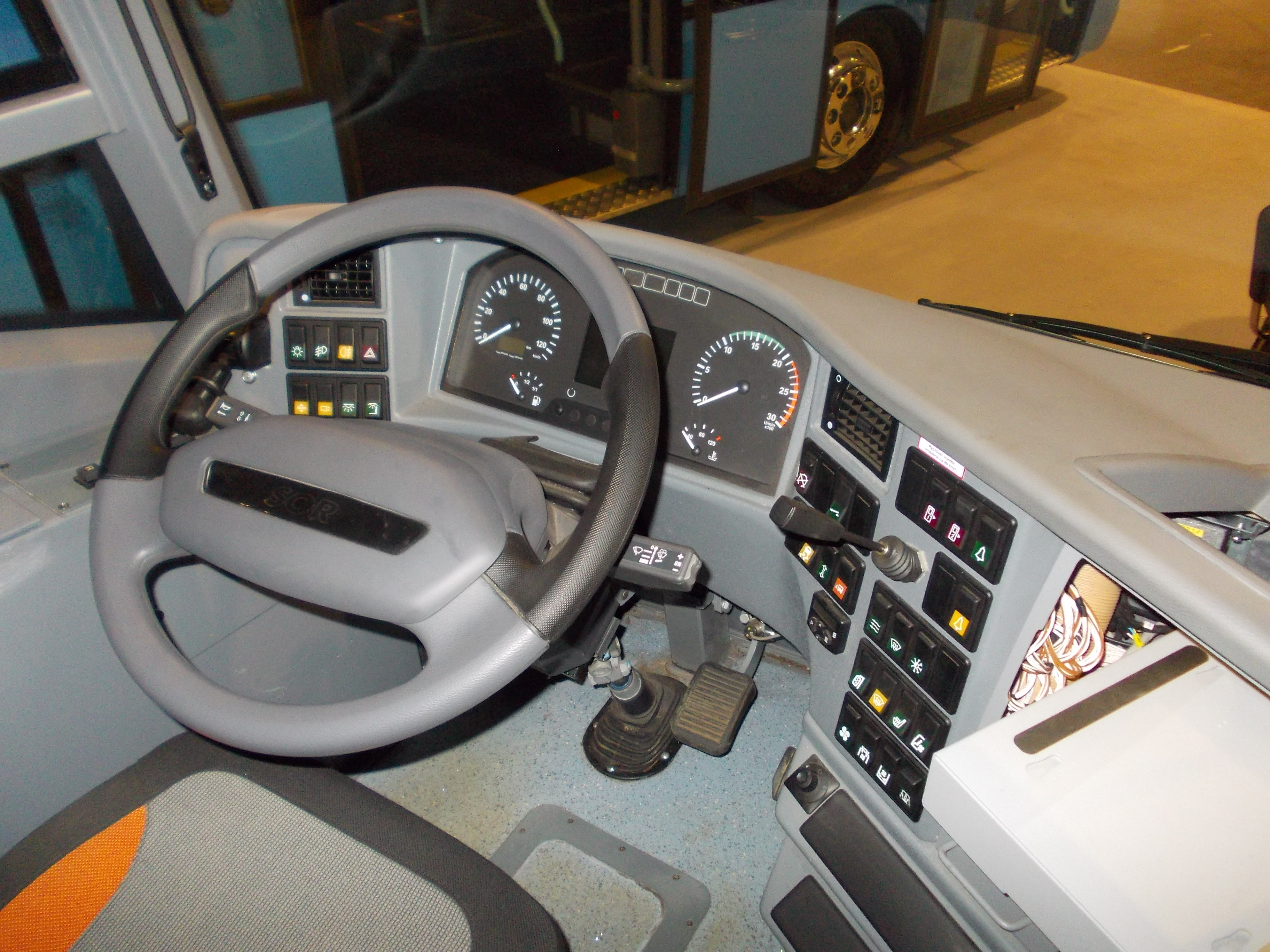
Stanoviště řidiče